# Ballon d'or 1971
Navigation
Édition précédente Édition suivante
Le Ballon d'or 1971 récompensant le meilleur footballeur européen évoluant en Europe est attribué au Néerlandais Johan Cruyff, vainqueur de la Coupe d'Europe des Clubs champions avec l'Ajax Amsterdam.
C'est le premier des trois ballons d'or remportés par Johan Cruyff.
Il s'agit de la 16e édition de ce trophée mis en place par le magazine français France Football. Vingt-six journalistes (un par nation) prennent part au vote, avec un vote par nation.

## Classement complet
| Rang | Nom                | Pays                 | Club                     | Points | Pos 1 | Pos 2 | Pos 3 | Pos 4 | Pos 5 |
| ---- | ------------------ | -------------------- | ------------------------ | ------ | ----- | ----- | ----- | ----- | ----- |
| 1    | Johan Cruyff       | Pays-Bas             | Ajax Amsterdam           | 116    | 19    | 5     |       |       | 1     |
| 2    | Sandro Mazzola     | Italie               | Inter Milan              | 57     | 3     | 6     | 3     | 3     | 3     |
| 3    | George Best        | Irlande du Nord      | Manchester United        | 56     | 1     | 5     | 8     | 3     | 1     |
| 4    | Günter Netzer      | Allemagne de l'Ouest | Borussia Mönchengladbach | 30     | 1     | 1     | 3     | 4     | 4     |
| 5    | Franz Beckenbauer  | Allemagne de l'Ouest | Bayern Munich            | 27     |       | 4     | 2     | 1     | 3     |
| 6    | Gerd Müller        | Allemagne de l'Ouest | Bayern Munich            | 18     | 1     | 1     | 1     | 2     | 2     |
| 6    | Josip Skoblar      | Yougoslavie          | Olympique de Marseille   | 18     | 1     |       | 2     | 2     | 3     |
| 8    | Martin Chivers     | Angleterre           | Tottenham Hotspur        | 12     |       | 1     | 1     | 2     | 1     |
| 9    | Piet Keizer        | Pays-Bas             | Ajax Amsterdam           | 9      |       | 1     | 1     | 1     |       |
| 10   | Bobby Moore        | Angleterre           | West Ham United          | 7      |       | 1     | 1     |       |       |
| 10   | Ferenc Bene        | Hongrie              | Újpest Dózsa             | 7      |       |       | 1     | 1     | 2     |
| 12   | Evgueni Roudakov   | Union soviétique     | Dynamo Kiev              | 6      |       |       | 1     | 1     | 1     |
| 13   | Giacinto Facchetti | Italie               | Inter Milan              | 4      |       | 1     |       |       |       |
| 13   | Dimitrios Domazos  | Grèce                | Panathinaikos Athènes    | 4      |       |       | 1     |       | 1     |
| 15   | Pirri              | Espagne              | Real Madrid              | 3      |       |       | 1     |       |       |
| 15   | Dragan Džajić      | Yougoslavie          | Étoile rouge de Belgrade | 3      |       |       |       | 1     | 1     |
| 15   | Berti Vogts        | Allemagne de l'Ouest | Borussia Mönchengladbach | 3      |       |       |       | 1     | 1     |
| 18   | Terry Cooper       | Angleterre           | Leeds United             | 2      |       |       |       | 1     |       |
| 18   | Francis Lee        | Angleterre           | Manchester City          | 2      |       |       |       | 1     |       |
| 18   | Wolfgang Overath   | Allemagne de l'Ouest | 1.FC Köln                | 2      |       |       |       | 1     |       |
| 18   | Wilfried Van Moer  | Belgique             | Standard de Liège        | 2      |       |       |       | 1     |       |
| 22   | Bobby Charlton     | Angleterre           | Manchester United        | 1      |       |       |       |       | 1     |
| 22   | Albert Chesternev  | Union soviétique     | CSKA Moscou              | 1      |       |       |       |       | 1     |